# Henrik Lundqvist
Henrik Lundqvist (Åre, 2 de março de 1982) é um ex-jogador de hóquei no gelo sueco da National Hockey League (NHL). Vencedor do Vezina Trophy (prêmio dado ao goleiro mais promissor em uma temporada da NHL), ele recebeu o apelido de "King Henrik" devido ao dominio e liderança que ele impõe em quadra.
Na sua carreira de quase vinte anos, defendeu o Frölunda HC (da Suécia) e o New York Rangers (dos Estados Unidos).

## Começo da carreira
Filho de Eva Johansson e Peter Lundqvist, Henrik nasceu e foi criado em Åre na província de Jemtlândia no noroeste da Suécia. Lá Henrik praticou vários esportes, desde futebol até esqui junto com o seu irmão Joel Lundqvist (que também é jogador de hóquei e atua pelo Dallas Stars). Mas com oito anos de idade ele e seu irmão foram para uma academia de hóquei no gelo, a Järpens IF onde ele e seu irmão começaram a atuar sendo Joel como center e Henrik como goleiro. Em 1993 a família Lundqvist se mudou para Båstad no sul da Suécia onde a irmã dele jogava Ténis profissional. Então os irmãos se uniram ao Rögle BK onde atuaram em um campeonato local em Sverigepucken em 1995. Lá os dois chamaram atenção suficiente para serem selecionados para atuar na liga profissional sueca de hóquei no gelo.

## Carreira profissional

### Frölunda HC (2000–2005)

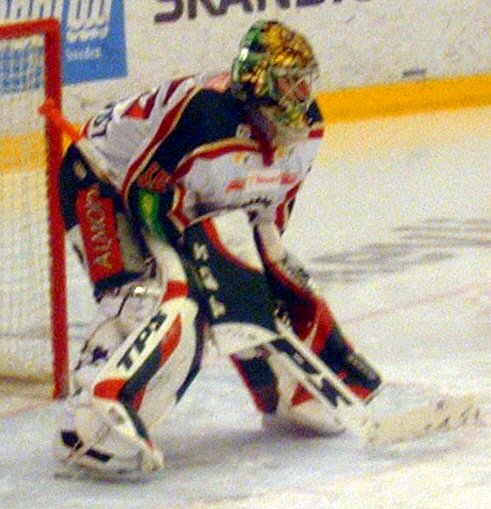
Henrik atuando pelo Frölunda HC em 2005

No ano 2000, Henrik recebeu a oportunidade de jogar na liga profissional sueca em um time chamado Frölunda HC na cidade de Gotemburgo onde ele atuou como goleiro. Com sua liderança e inteligência acima da média, Henrik começou a chamar atenção como um dos melhores goleiros da liga Sueca vencendo em 2001 a Anton Cup na liga junior de hóquei. Em 2003 seu time chegou aos playoffs e ao título pela primeira vez desde 1965. Em dezembro de 2004, o The Hockey News listou Lundqvist como um dos 10 melhores goleiros europeus. Em 2005, Lundqvist quebrou vários na liga sueca de hóquei no gelo: menor média de gols contra por partida (1,05), melhor índice de defesas por chute (96,2%), mais tempo sem levar um gol (172 minutos e 29 segundos) e o maior número de shutouts em uma temporada (6). Assim ele foi nomeado o Melhor Goleiro, melhor jogador sueco e foi MVP da liga.
Pelo Frölunda foram 180 jogos com uma média de 1.96 gols sofridos por jogo e ele conseguiu para 92% dos chutes contra ele, além de quatro aparições nos playoffs consecutivamente conquistando o título em 2003 e 2005 além de ter ganhado três vezes o Honken Trophy ("goleiro do ano").

### New York Rangers (2005–2020)
Henrik Lundqvist foi selecionado na sétima rodada do Draft de 2000 da National Hockey League como 205º overall pick pelo New York Rangers. Apesar de ser draftado em 2000, Lundqvist só se transferiu para a liga americana de hóquei (NHL) em 2005, atuando antes disso no hóquei sueco. Sua primeira aparição nos Rangers foi em outubro de 2005 quando o goleiro titular Kevin Weekes se machucou. Contra o New Jersey Devils onde ele defendeu 24 dos 27 chutes contra ele na derrota por 3 a 2 na prorrogação. Alguns dias depois ele conquistou sua primeira vitória na NHL contra o mesmo Devils. Após sua rookie season, Henrik estava entre os melhores goleiros da liga em várias categorias sendo ele o quinto goleiro em menor média de gols sofridos (2,24), o quarto em média de saves(92%) e foi também o 11º em vitórias com 30 além de dois shutouts (partidas sem levar gol) vitoriosos. O seu sucesso desapareceu nos playoffs quando os Rangers foram varridos na série contra os Devils. Henrik foi nomeado NHL All-Rookie Team junto com outras estrelas como Sidney Crosby, Alexander Ovechkin, Brad Boyes, Dion Phaneuf e Andrej Meszároš. Na temporada 2005-2006 ele recebeu o prêmio MetLife/Steven McDonald Extra Effort Award dado pelos Rangers.

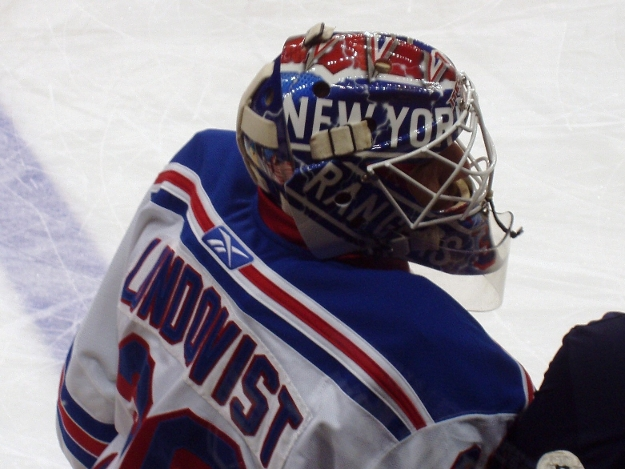
Henrik Lundqvist atuando pelo New York Rangers na temporada 2008-2009 da NHL

Em 2008, Lundqvist renovou seu contrato com os Rangers por mais 6 anos valendo US$ 41,25 milhões de dólares sendo uma média de US$6,875 milhões de dólares por temporada fazendo dele o goleiro mais bem pago da liga. Nesse mesmo ano, Henrik se tornou o primeiro goleiro dos Rangers desde Eddie Giacomin em 1971 ao vencer 8 shutouts em uma temporada e por suas atuações ele foi nomeado Rangers Most Valuable Player (melhor jogador do time) entre as temporadas de 2006 até 2008.
No dia primeiro de outubro de 2008, Henrik e os Rangers receberam a Victoria Cup que é um título dado a um time que vence um mini-torneio entre times da NHL e times de ligas europeias. Em janeiro de 2009, ele foi selecionado para o NHL All-Star Game em Montreal. Em março de 2009 Lundqvist se tornou o primeiro goleiro a vencer 30 jogos em temporada regular na NHL em suas primeiras 4 temporadas depois de uma vitória sobre o Nashville Predators. Apesar de excelentes números em temporada regular, Henrik e os Rangers ainda não conseguiram avançar muito longe nos playoffs em todos esses anos.
Em 4 de dezembro de 2013, Lundqvist renovou seu contrato com o time de Nova Iorque por sete anos, totalizando US$59,5 milhões de dólares a serem pagos neste período. Isso tornou novamente Lundqvist o goleiro mais bem pago da National Hockey League. Na mesma temporada, as boas atuações de Lundqvist nos playoffs levaram-no a sua primeira final da Copa Stanley, quebrando um jejum de 20 anos dos Rangers.
Em março de 2014, Lundqvist passou Mike Richter com sua 302ª vitória, se tornando o goleiro mais vitorioso da história dos Rangers. Ele também passou Eddie Giacomin com sua 50ª vitória na carreira sem ceder pontos. Nesse ano ele ainda bateu o recorde da NHL com cinco vitórias seguidas em jogos 7 de playoffs.
Lundqvist teve uma boa temporada em 2014–15. Contudo, em um jogo contra o Carolina Hurricanes, ele acabou machucando o pescoço. Retornou no jogo seguinte, numa vitória por 6 a 3 sobre o Florida Panthers, antes de descobrirem que um vaso sanguínio no seu pescoço estava danificado, o que forçou Lundqvist a ficar de fora por dois meses. Ele retornou em março de 2015 e os Rangers foram até as finais de conferência, mas foram derrotados pelo Tampa Bay Lightning.
Em 16 de janeiro de 2016, Lundqvist se tornou o primeiro goleira da NHL com onze temporadas seguidas com pelo menos 20 vitórias. Ainda na temporada de 2015–16, Lundqvist conquistou sua 60ª vitória sem ceder um gol.

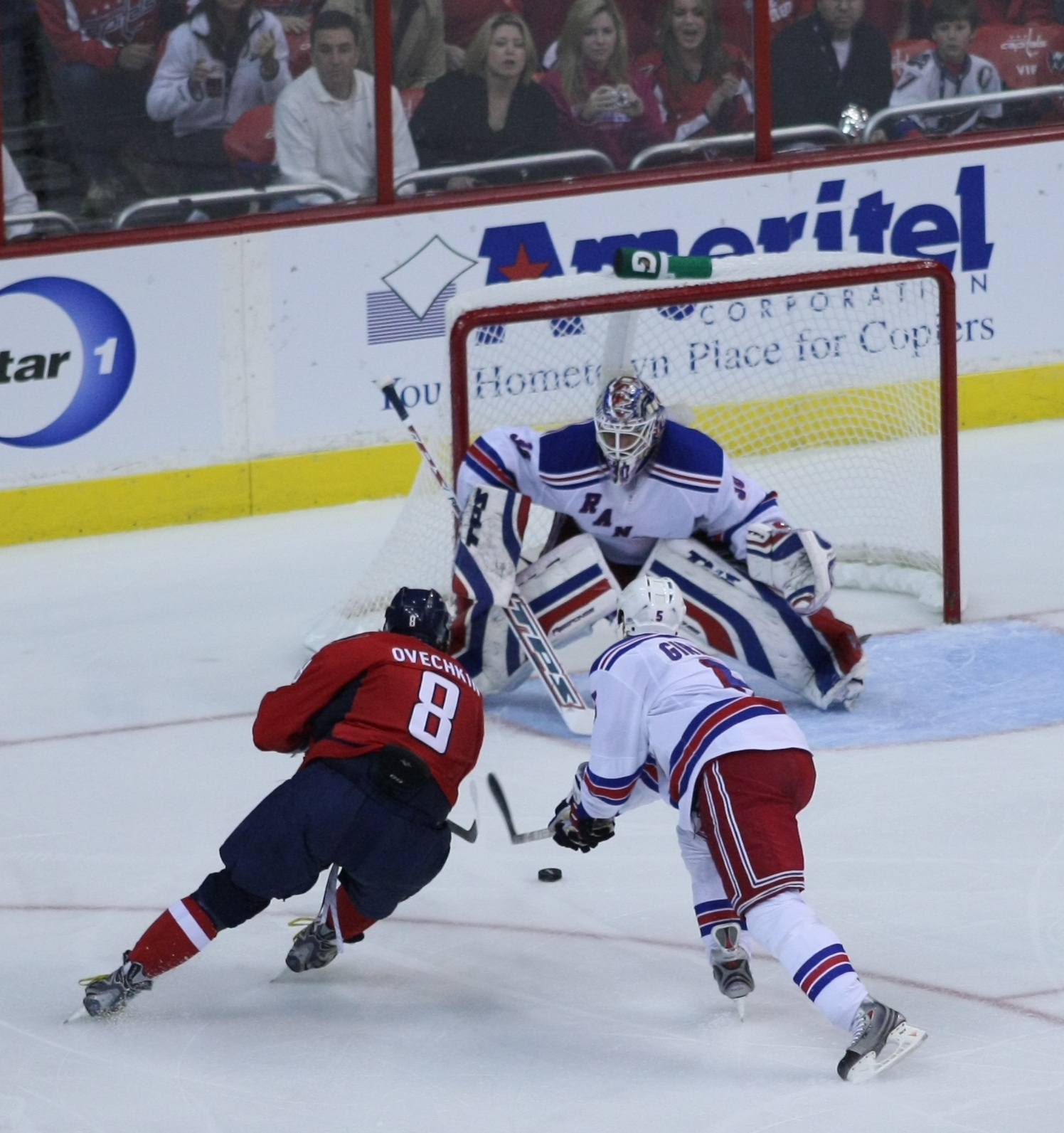
Lundqvist atuando nos playoffs de 2009.

Em 11 de fevereiro de 2017, Lundqvist conquistou a 400ª vitória na carreira, se tornando o 12º jogador a atingir tal marca. Ele também é o primeiro goleiro europeu dos Rangers a conseguir este feito e o mais rápido a faze-lo na história da NHL. Em 7 de março de 2019, Lundqvist se tornou o terceiro goleiro na história da NHL a jogar pelo menos 850 jogos por um time.
Em 3 de outubro de 2019, Lundqvist conquistou a 450 vitória na carreira, durante a temporada de 2019–20, contra o Winnipeg Jets, fazendo dele o sexto goleiro a atingir esta marca e o segundo a fazer isso por uma franquia só. Ele também fez 43 defesas em um jogo, empatando o recorde dos Rangers em um jogo de abertura de temporada, sendo a melhor marca de Gump Worsley em 1955. Em 2 de novembro, Lundqvist venceu seu jogo de número 455 e passou Curtis Joseph como o quinto goleiro mais vitorioso da história da liga.
Após a temporada de 2019–20, estava dado como certo que a posição de Lundqvist como titular já não era mais certa, com a ascensão de dois jovens goleiros, como Alexandar Georgiev e Igor Shestyorkin. Em 30 de setembro de 2020, os Rangers anunciaram que antecipariam o pagamento do último ano do contrato de Lundqvist e então oficialmente o dispensaram. Assim, ele se tornou um free agent pela primeira vez na carreira, livre para assinar com qualquer time que propusesse um contrato.

### Washington Capitals (2020)
Em 9 de outubro de 2020, Lundqvist assinou um contrato de um ano, valendo cerca de US$1,5 milhões de dólares, com o Washington Capitals. Contudo, em 17 de dezembro, Lundqvist anunciou que ele ficaria de fora com de toda a temporada de 2020–21 devido a um problema no coração, que forçou ele a fazer uma cirurgia (que foi bem sucedida). Em 11 de abril de 2021, Lundqvist anunciou que ele não retornaria para os Capitals na temporada de 2020-21.

### Aposentadoria
Em 20 de agosto de 2021, Henrik Lundqvist anunciou que estava se aposentando do hóquei profissional.

## Carreira internacional

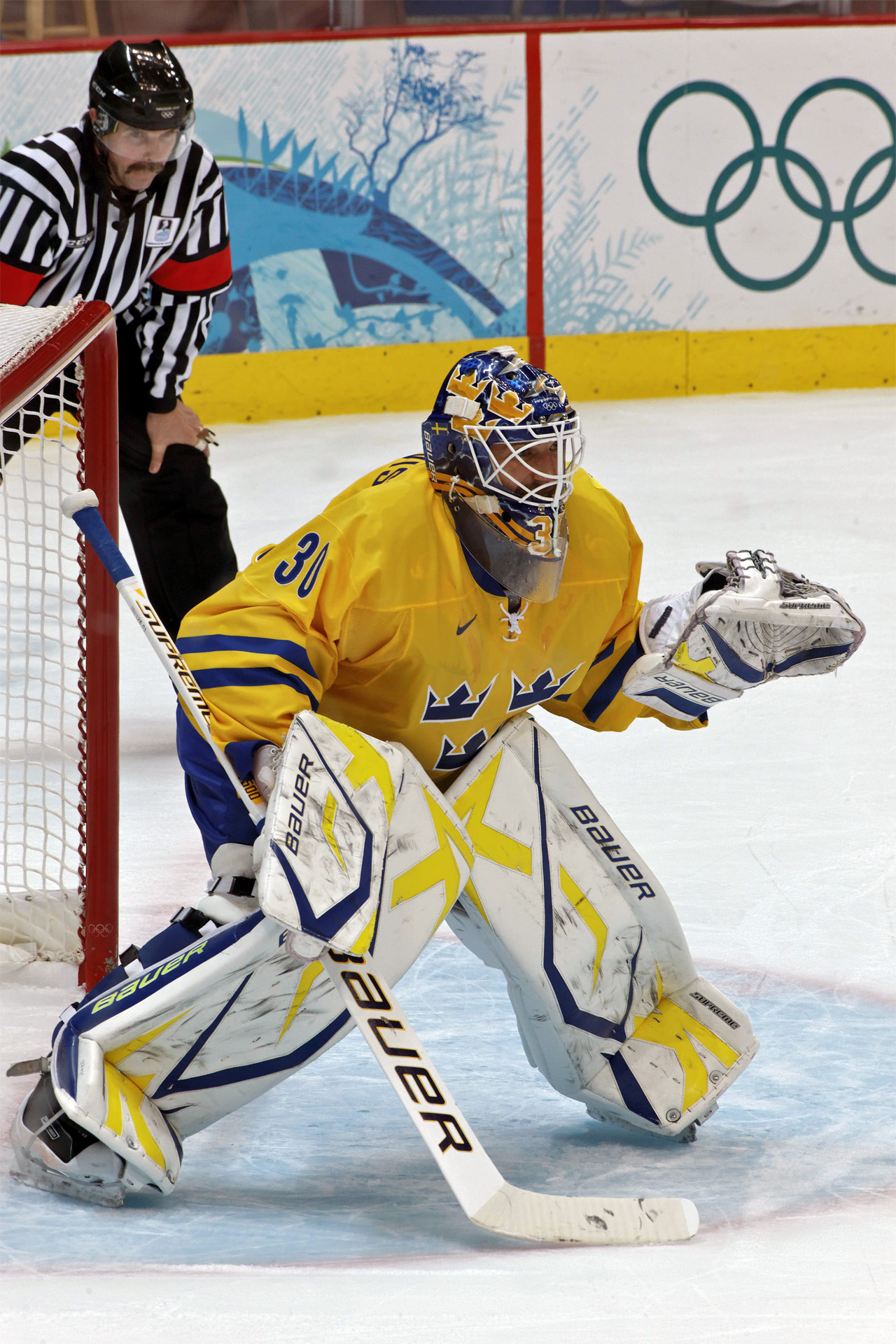
Lundqvist como goleiro da Suécia nos Jogos Olímpicos de Inverno de 2010.

Lundqvist conseguiu muito sucesso internacional vencendo em 2001 a World Junior Ice Hockey Championships em Moscou. Suas atuações pela Seleção Nacional Sueca em torneios internacionais rendeu muitos títulos e prestígio sendo o título mais significativo foi a medalha de ouro nos jogos olímpicos de inverno de 2006. Oito anos depois, venceria a prata na edição de 2014.

### Suas principais conquistas internacionais
- Ouro nos Jogos Olímpicos de Inverno em 2006 e prata em 2014;
- Prata em 2003 e 2004 no Campeonato Mundial de Hóquei no gelo;
- Ouro em 2002 no Campeonato Mundial de Inline hockey realizado em Nuremberg;

## Números na carreira

### Temporada regular
| Temporada    | Time             | Liga         | JG  | V   | D   | E | OTL | Min    | Gols sofridos | Shutouts | Gols sofridos% | Saves% |
| ------------ | ---------------- | ------------ | --- | --- | --- | - | --- | ------ | ------------- | -------- | -------------- | ------ |
| 2000–01      | Frölunda HC      | SEL          | 4   |     |     |   |     | 823    | 11            | 0        | 3,46           | 88,1%  |
| 2001–02      | Frölunda HC      | SEL          | 20  |     |     |   |     | 1 153  | 52            | 2        | 2,71           | 89,9%  |
| 2002–03      | Frölunda HC      | SEL          | 28  |     |     |   |     | 1 651  | 40            | 6        | 1,45           | 94,8%  |
| 2003–04      | Frölunda HC      | SEL          | 48  |     |     |   |     | 2 898  | 105           | 7        | 2,17           | 92,7%  |
| 2004–05      | Frölunda HC      | SEL          | 44  | 30  | 6   | 3 | 2   | 2 641  | 79            | 6        | 1,79           | 93,5%  |
| 2005–06      | New York Rangers | NHL          | 53  | 30  | 12  | - | 9   | 3 111  | 116           | 2        | 2,24           | 92,2%  |
| 2006–07      | New York Rangers | NHL          | 70  | 37  | 22  | - | 8   | 4 108  | 160           | 5        | 2,34           | 91,7%  |
| 2007–08      | New York Rangers | NHL          | 72  | 37  | 24  | - | 10  | 4 304  | 160           | 10       | 2,23           | 91,2%  |
| 2008–09      | New York Rangers | NHL          | 70  | 38  | 25  | - | 7   | 4 153  | 168           | 3        | 2,43           | 91,6%  |
| 2009–10      | New York Rangers | NHL          | 73  | 35  | 27  | — | 10  | 4 204  | 167           | 4        | 2,38           | 92,1%  |
| 2010–11      | New York Rangers | NHL          | 68  | 36  | 27  | — | 5   | 4 007  | 152           | 11       | 2,28           | 92,3%  |
| 2011–12      | New York Rangers | NHL          | 62  | 39  | 18  | — | 5   | 3 754  | 123           | 8        | 1,97           | 93%    |
| 2012–13      | New York Rangers | NHL          | 43  | 24  | 16  | — | 3   | 2 575  | 88            | 2        | 2,05           | 92,6%  |
| 2013–14      | New York Rangers | NHL          | 63  | 33  | 24  | — | 5   | 3 655  | 144           | 5        | 2,36           | 92%    |
| 2014–15      | New York Rangers | NHL          | 46  | 30  | 13  | — | 3   | 2 743  | 103           | 5        | 2,25           | 92,2%  |
| 2015–16      | New York Rangers | NHL          | 65  | 35  | 21  | — | 7   | 3 773  | 156           | 4        | 2,48           | 92%    |
| 2016–17      | New York Rangers | NHL          | 57  | 31  | 20  | — | 4   | 3 241  | 148           | 2        | 2,74           | 91%    |
| 2017–18      | New York Rangers | NHL          | 63  | 26  | 26  | — | 7   | 3 503  | 174           | 2        | 2,98           | 91,5%  |
| 2018–19      | New York Rangers | NHL          | 52  | 18  | 23  | — | 10  | 3 089  | 158           | 0        | 3,07           | 90,7%  |
| 2019–20      | New York Rangers | NHL          | 30  | 10  | 12  | — | 3   | 3 089  | 84            | 1        | 3,16           | 91,5%  |
| Total na NHL | Total na NHL     | Total na NHL | 887 | 459 | 310 | — | 96  | 51 816 | 2 101         | 64       | 2,43           | 91,8%  |
| Total na SHL | Total na SHL     | Total na SHL | 144 | —   | —   | — | —   | 8 534  | 287           | 21       | 1,99           | 92,9%  |

### Pós-temporada
| Temporada    | Time             | Liga         | J   | V  | D                  | MIN   | GC  | SO | GS%  | saves% |
| ------------ | ---------------- | ------------ | --- | -- | ------------------ | ----- | --- | -- | ---- | ------ |
| 2001–02      | Frölunda HC      | SEL          | 8   |    |                    | 490   | 18  | 2  | 2,21 | 93,1%  |
| 2002–03      | Frölunda HC      | SEL          | 12  |    |                    | 740   | 26  | 2  | 2,11 | 92,1%  |
| 2003–04      | Frölunda HC      | SEL          | 10  |    |                    | 610   | 20  | 0  | 1,97 | 93,6%  |
| 2004–05      | Frölunda HC      | SEL          | 14  | 12 | 2                  | 855   | 15  | 6  | 1,05 | 96,1%  |
| 2005–06      | New York Rangers | NHL          | 3   | 0  | 3                  | 177   | 13  | 0  | 4,41 | 83,5%  |
| 2006–07      | New York Rangers | NHL          | 10  | 6  | 4                  | 637   | 22  | 1  | 2,07 | 92,4%  |
| 2007–08      | New York Rangers | NHL          | 10  | 5  | 5                  | 608   | 26  | 1  | 2,57 | 90,9%  |
| 2008–09      | New York Rangers | NHL          | 7   | 3  | 4                  | 380   | 19  | 1  | 3,00 | 90,8%  |
| 2009–10      | New York Rangers | NHL          |     |    | Não se classificou |       |     |    |      |        |
| 2010-11      | New York Rangers | NHL          | 5   | 1  | 4                  | 346   | 13  | 0  | 2,25 | 91,7%  |
| 2011–12      | New York Rangers | NHL          | 20  | 10 | 10                 | 1251  | 38  | 3  | 1.82 | 93,1%  |
| 2012–13      | New York Rangers | NHL          | 12  | 5  | 7                  | 756   | 27  | 3  | 2.14 | 93,4%  |
| 2013–14      | New York Rangers | NHL          | 20  | 12 | 7                  | 1,150 | 39  | 1  | 2.03 | 92,8%  |
| 2014–15      | New York Rangers | NHL          | 19  | 11 | 8                  | 1,166 | 41  | 0  | 2.11 | 92,8%  |
| 2015–16      | New York Rangers | NHL          | 5   | 1  | 3                  | 205   | 15  | 0  | 4.39 | 86,7%  |
| 2016–17      | New York Rangers | NHL          | 12  | 6  | 6                  | 775   | 29  | 1  | 2.25 | 92,7%  |
| Total na NHL | Total na NHL     | Total na NHL | 128 | 61 | 65                 | 7,817 | 297 | 10 | 2.28 | 92,2%  |
| Total na SHL | Total na SHL     | Total na SHL | 44  | —  | —                  | 2,695 | 79  | 10 | 1,76 | —      |

## Prêmios

### Suécia
| Prêmio                           | Ano              |
| -------------------------------- | ---------------- |
| Junior Hockey Player of the Year | 2002             |
| Honken Trophy                    | 2003, 2004, 2005 |
| Guldhjälmen                      | 2005             |
| Guldpucken                       | 2005             |

### NHL
| Prêmio                          | Ano              |
| ------------------------------- | ---------------- |
| All-Rookie Team                 | 2006             |
| Victoria Cup - New York Rangers | 2008             |
| All-Star Game                   | 2009, 2011, 2012 |
| Troféu Vezina                   | 2012             |

#### Nomeações
| Prêmio        | Ano                    |
| ------------- | ---------------------- |
| Vezina Trophy | 2006, 2007, 2008, 2013 |

### Internacional
| Prêmio             | Ano  |
| ------------------ | ---- |
| WC Best Goaltender | 2004 |
| WC All-Star Team   | 2004 |